# Милн, Эдуард Артур
Эдуард Артур Милн (англ. Edward Arthur Milne; 1896—1950) — английский астрофизик и математик.

## Биография
Родился в Халле, в 1914—1916 учился в Тринити-колледже Кембриджского университета, затем до окончания первой мировой войны работал в Отделе противовоздушной обороны министерства вооружений. В 1919 продолжил учёбу, в 1920 окончил Тринити-колледж Кембриджского университета. Работал в Кембриджском университете (в 1920—1924 — заместитель директора Обсерватории солнечной физики, в 1921—1925 преподавал астрофизику, с 1924 — также математику). В 1925—1928 — профессор прикладной математики Манчестерского университета, с 1928 — профессор математики Оксфордского университета.
Основные труды в области физики звёздных атмосфер, теории внутреннего строения звёзд, космологии. В 1921—1929 внес большой вклад в развитие теории переноса излучения в атмосферах звёзд. Детально разработал теорию серой атмосферы. Предложил и исследовал интегральное уравнение, определяющее зависимость температуры в атмосфере звезды от оптической глубины (уравнение Милна). Разработал модель образования линий поглощения в атмосферах звёзд (модель Милна-Эддингтона). В 1923—1924 совместно с Р. Г. Фаулером на основании теории ионизации Саха установил температурную шкалу звёздной спектральной последовательности (по максимуму интенсивности линий), получил первые надёжные оценки температуры и давления в звёздных атмосферах. Разрабатывал теорию эффекта абсолютной величины. В 1929—1935 внёс существенный вклад в теорию внутреннего строения звёзд. Его работы послужили отправным пунктом для многих последующих исследований, а разработанный им математический аппарат широко использовался вплоть до недавнего времени (переменные Милна U, V). В 1932 Милн обратился к проблемам космологии. Опираясь на собственную концепцию «кинематической теории относительности», которая является альтернативой общей теории относительности, создал модель Вселенной, построенную на кинематическом подходе к явлению разбегания галактик. Он показал, что нестационарность однородных и изотропных моделей Вселенной отнюдь не связана с особенностями общей теории относительности и может быть не только качественно, но и количественно описана в рамках ньютоновской теории тяготения. Систематическое изложение своей теории Милн дал в работах «Относительность, гравитация и строение мира» (1935), «Кинематическая теория относительности» (1948). Ряд исследований посвящён физике верхней атмосферы Земли (1920, 1923). Построил (1925, 1926) теорию равновесия хромосферы Солнца с учётом силы тяжести и давления в частотах линий. Показал, что при определённых условиях равновесие становится неустойчивым и атомы могут выбрасываться из Солнца. Этот механизм играет важную роль в современных теориях звёздного ветра. В годы первой и второй мировых войн Милн получил важные результаты в области баллистики, распространения звука, звукопеленгации.

## Награды и звания
Член Лондонского королевского общества (1926), президент Лондонского математического общества (1937—1939), Королевского астрономического общества (1943—1945).
Золотая медаль Лондонского королевского астрономического общества (1935), Королевская медаль Лондонского королевского общества (1941), медаль Брюс Тихоокеанского астрономического общества (1945), премия Скотта Эдинбургского королевского общества (1943) и премия Гопкинса Кембриджского философского общества (1946).
В его честь назван кратер на Луне.

## Публикации
- The White Dwarf Stars, Oxford: Clarendon Press, 1932.
- Relativity, gravitation and world-structure, Oxford: Clarendon Press, 1935.
- The Inverse Square Law of Gravitation, London: Harrison and Son, 1936.
- The Fundamental Concepts of Natural Philosophy, Edinburgh: Oliver & Boyd, 1943.
- Kinematic relativity; a sequel to Relativity, gravitation and world structure, Oxford: Clarendon Press, 1948.
- Vectorial Mechanics, New York: Interscience Publishers, 1948.
- Modern Cosmology and the Christian Idea of God, Oxford: Clarendon Press, 1952.
- Sir James Jeans: A Biography, Cambridge University Press, 1952.